# Ротан
Головешка-рота́н, или рота́н, или голове́шка, или травянка (лат. Perccottus glenii) — вид лучепёрых рыб из семейства одонтобутовых, единственный представитель рода головешек (Perccottus).
Ошибочные латинские видовые названия в литературе (orth. var.): glehni, glenhi. Также используется ошибочное название рода Percottus.
Во второй половине XX века в среде аквариумистов ротана часто называли амурским бычком.

## Описание

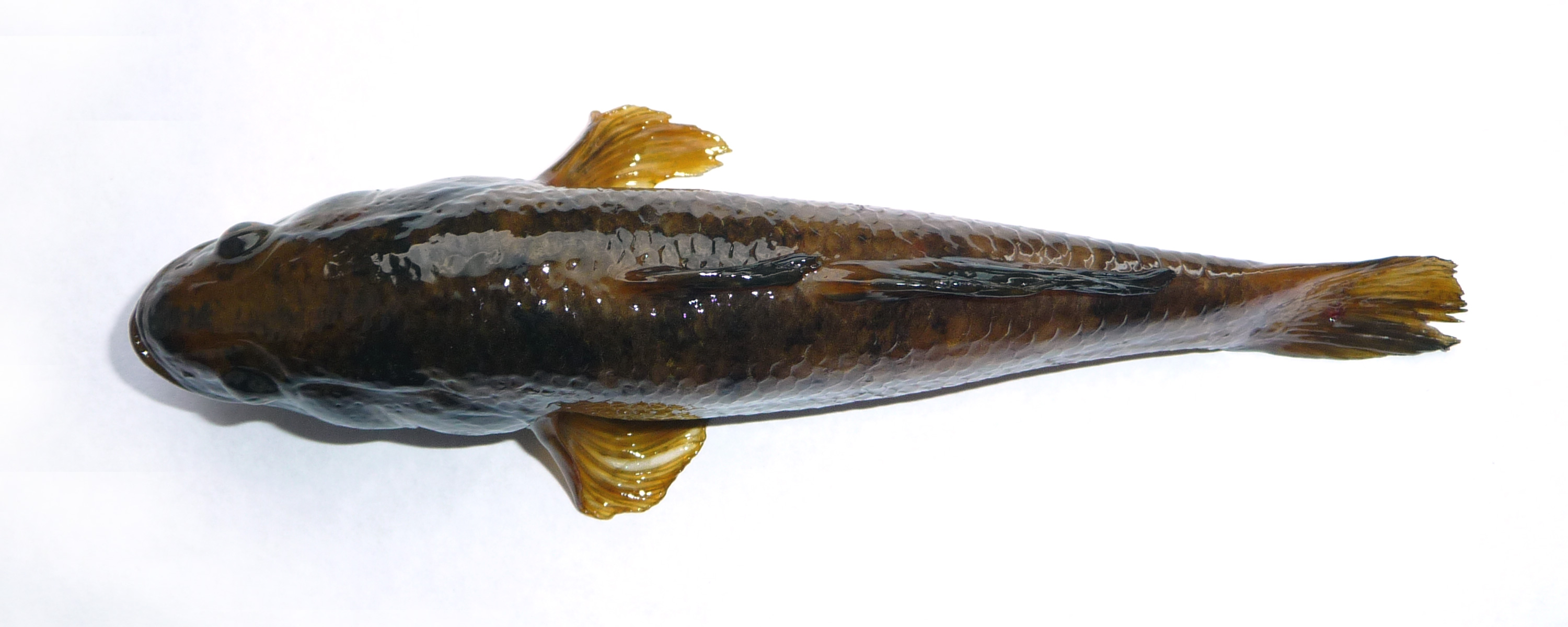
Ротан, вид сверху

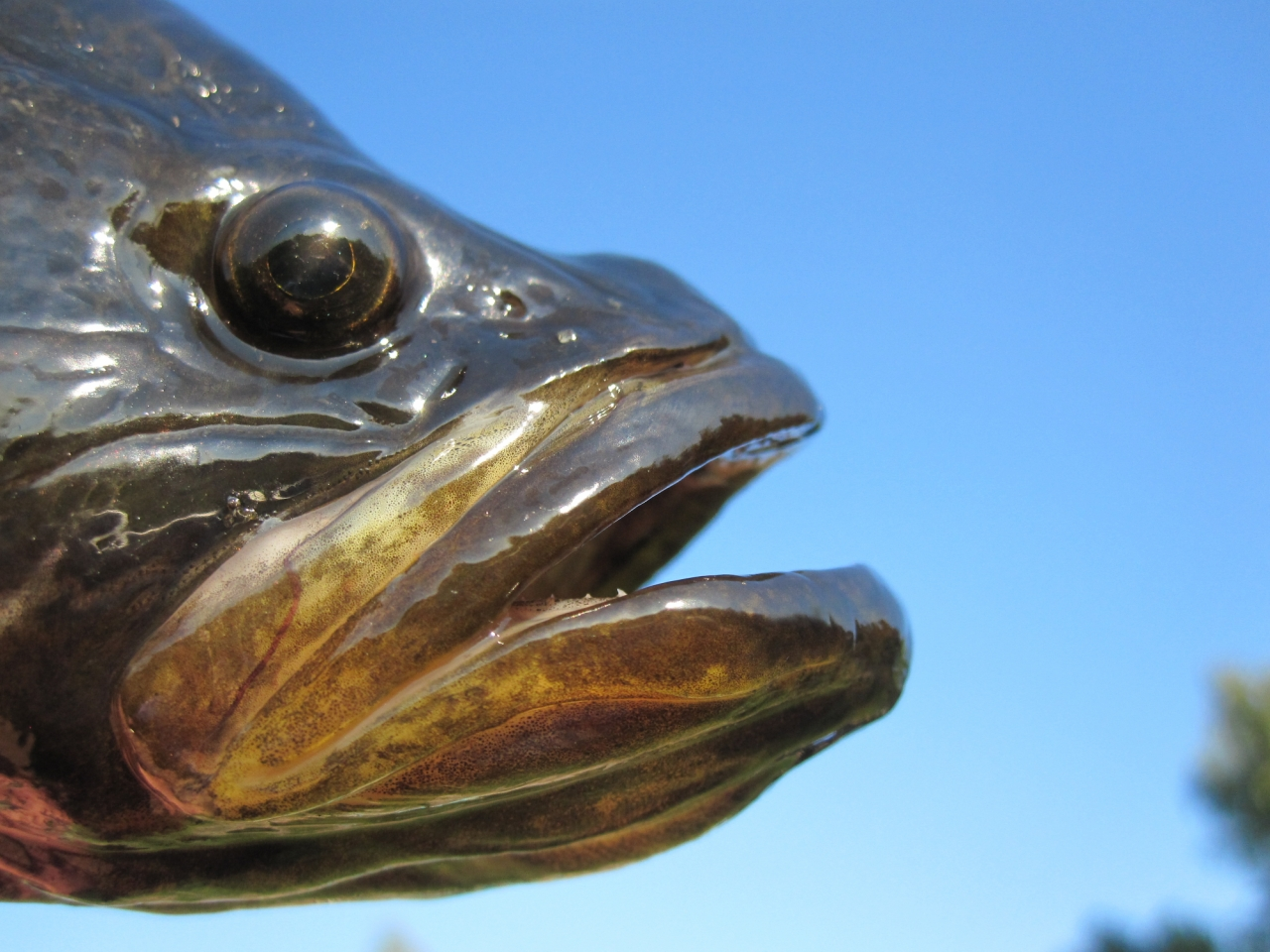
Ротан, вид сбоку

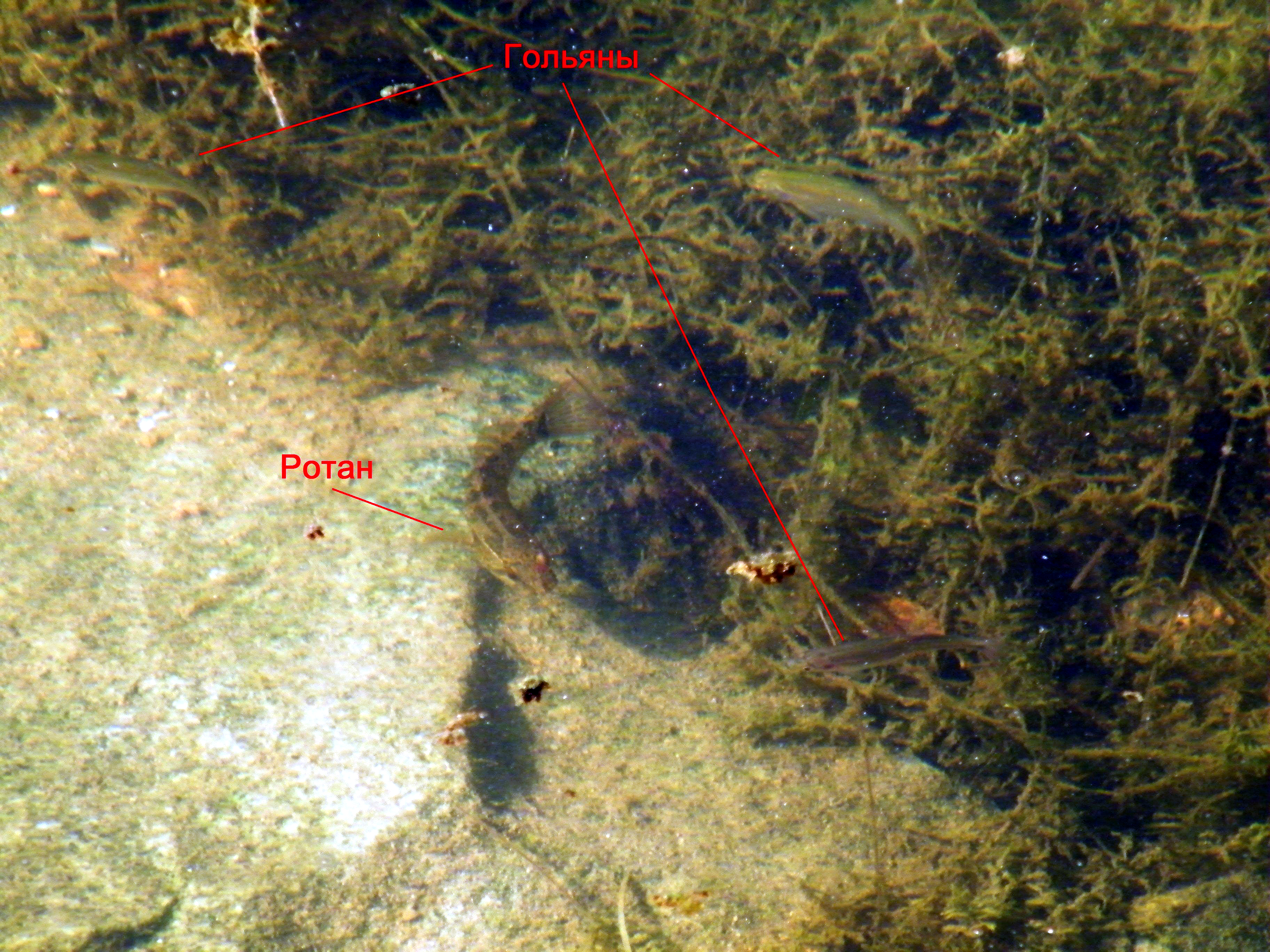
Ротан в пруду, рядом плавают гольяны

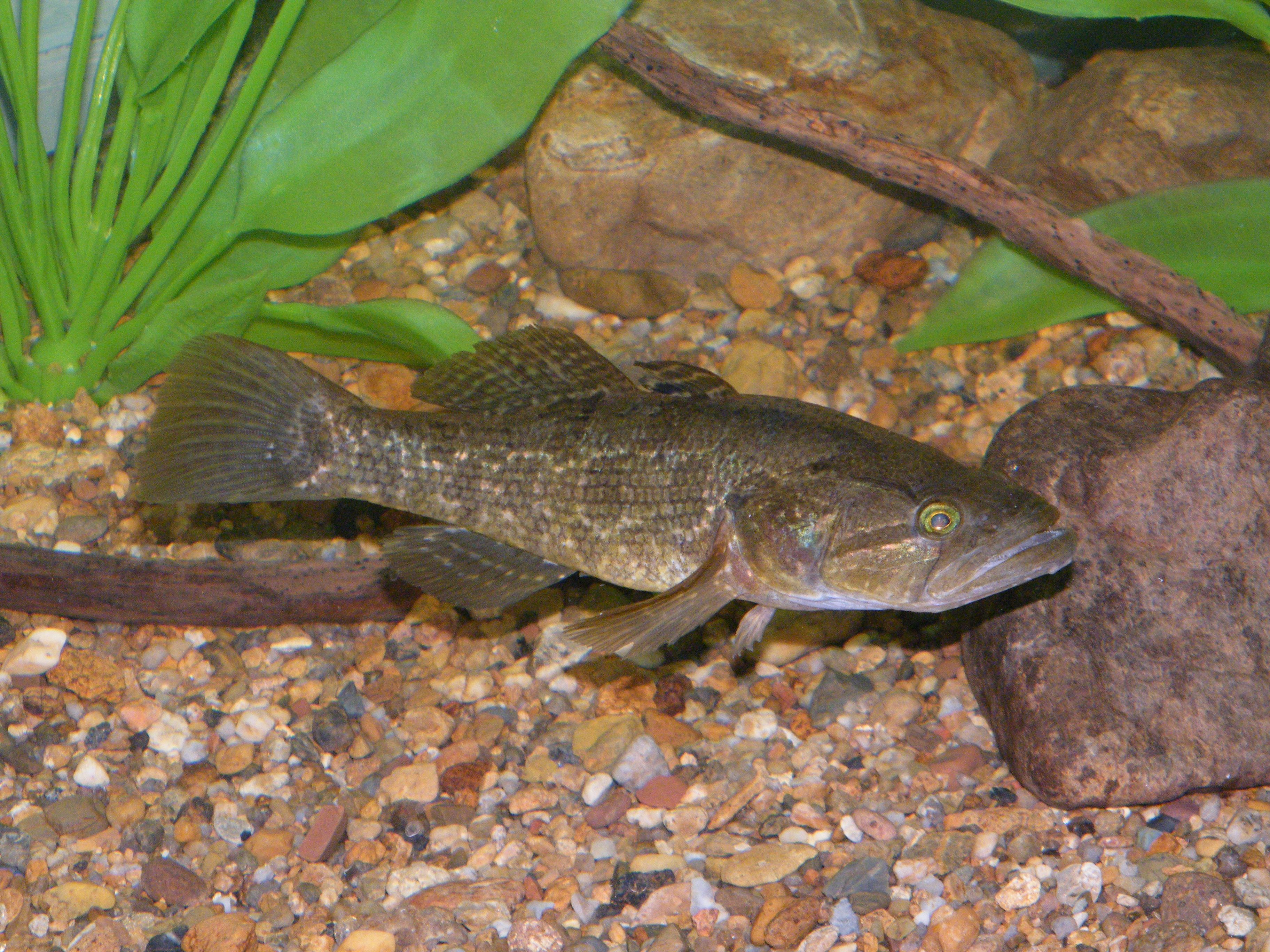
Ротан в аквариуме

Тело плотное, короткое, покрыто тусклой чешуёй среднего размера. Окраска изменчивая, преобладают серо-зелёные и грязно-коричневые тона, с небольшими пятнами и полосками неправильной формы. Цвет брюха обычно сероватого оттенка. Второе название – «головешка» получил за внешность самца в брачный период — ротан становится почти чёрного цвета. Голова крупная, большой рот усажен мелкими острыми зубами в несколько рядов. Жаберные крышки имеют характерный для окунеобразных шип, направленный назад, однако у ротана он мягкий. Плавники мягкие, без острых шипов. Спинных плавников два, из которых задний длиннее. Анальный плавник короткий. Грудные плавники крупные, округлой формы. Хвостовой плавник округлой формы. В целом, ротан напоминает представителей бычковых рыб. Характерным отличием являются брюшные плавники: у ротана они парные, находятся близко к голове и непропорционально маленькие, в то время как у бычковых брюшные плавники срастаются в один и напоминают присоску.
В длину ротан может достигать 7,5 — 25 см, в зависимости от условий обитания, однако рыбы рекордных размеров встречаются нечасто. Масса до 300 г (изредка появляются сообщения о поимке экземпляров до 800 г, но ихтиологам такие особи предоставлены не были). Продолжительность жизни — до 7 лет, обычно составляет 4—5 лет.
Половозрелость наступает к двухлетнему возрасту. Нерест происходит в мае-июле. Плодовитость около 1 тыс. икринок. Икру ротан откладывает на донные предметы (корневища растений, коряги, камни), на нижнюю поверхность плавающих в воде предметов и листья водной растительности, после чего кладку охраняет самец. На одном конце икринки имеются клейкие ворсинки, которыми она приклеивается к субстрату. Икринки откладываются в один ряд, обычно около поверхности воды. Вылупившиеся личинки имеют размер 5,5 мм. Личинки сначала ведут пелагический образ жизни. К активному питанию приступают на вторые сутки после выклева, потребляя мельчайшие планктонные организмы, а затем и более крупных беспозвоночных. 
Лучше всего себя чувствует в стоячих водоёмах с хорошо развитой высшей водной растительностью.
Ротан выдерживает частичное пересыхание водоёма и полное промерзание до дна зимой, зарываясь в ил. Выживает в загрязнённых водоемах.
Ротан — хищник. Первоначально мальки питаются зоопланктоном, затем мелкими беспозвоночными, бентосом.
Взрослые ротаны поедают икру и молодь рыб, пиявок, тритонов, личинок земноводных (головастиков).
У ротана широко распространён каннибализм — поедание более мелких особей своего вида. Во время рыбной ловли ротан зачастую глубоко заглатывает наживку.
В небольшом водоёме ротан становится многочисленным и способен полностью истребить представителей других видов рыб.
В крупных водоёмах численность ротана регулируют другие хищные рыбы: щука, сом и особенно окунь. У себя на родине на Дальнем Востоке — если в озере или в пруду, где ранее обитали только ротаны, заведутся гольяны, то они будут регулировать численность ротанов, активно поедая их молодь.
Ротан не способен выжить, будучи полностью замороженным; тем не менее, при замерзании водоёма, выделяющиеся внутри рыбы глицерин и глюкоза связывают свободную воду, повышая тем самым удельную концентрацию соли в тканях и окружающей воде, что весьма значительно понижает температуру кристаллизации. После оттаивания водоёма ротан возвращается к обычной жизнедеятельности.

## Ареал
Первоначальный ареал ротана Дальний Восток — бассейн Амура в среднем и нижнем течении (он населял пойменные озера, заросшие водорослями старицы рек и болота), северо-запад Сахалина, север Кореи и северо-восток Китая. 
Начиная с 1916 г. вид расселился из естественного ареала на территории 15 стран.
Попадание ротана в XX веке в бассейн озера Байкал многие учёные рассматривают как биологическое загрязнение.
В 1916 году ротан был выпущен в водоёмы Петербурга. Впоследствии распространился повсеместно в Северной Евразии, на большей части европейской территории России и многих стран Европы.
В 1940-е годы ротан попал в сообщество аквариумистов Москвы. Затем он был выпущен, вероятно, в один из водоёмов Москвы, и в 1950-е встречался во многих прудах и затопленных карьерах Московской области. Тогда же эту рыбу обнаружили в Ленинградской области и других регионах Центральной России.
В настоящее время ротан отмечен в бассейнах рек Волги, Днепра, Дона, Днестра, Дуная, Иртыша, Урала, Стыра, Оби и др. Обитает в стоячих водоёмах, где нет условий для существования других хищников, прудах, зарастающих и заболоченных озерах, старицах рек, а также в лужах и заброшенных пожарных котлованах. Распространяется в половодье между пойменными водоёмами, а также расселяется человеком и главным образом птицами благодаря наличию на икре клейких нитей.

## Биологическое и экономическое значение
Ротан — активный хищник, «сорная» рыба, вытесняющая другие виды или снижающая их численность.
В прудовом хозяйстве ротан наносит большой вред рыбоводству, поедая мальков ценных пород рыб.
Ротан — довольно непривередливая рыба для аквариумного содержания, есть он может червей, мороженых креветок, мясо, сало и т. д..
Крупный ротан является объектом любительской рыбной ловли.
Является съедобной рыбой. Мясо плотное, бело-розового цвета, с небольшим количеством крупных костей. По структурно-механическим свойствам мясо отличается вязкостью и эластичностью, что является важными характеристиками при изготовлении фаршей (высокая формующая способность). Высокое качество мяса позволяет использовать его как диетический продукт, а большое количество несъедобной части – для изготовления кормовой муки.